# Lampo (1932)
«Лампо» (італ. Lampo) — ескадрений міноносець типу «Фольгоре» ВМС Італії часів Другої світової війни.

## Історія створення
Ескадрений міноносець «Лампо» був закладений 30 січня 1930 року на верфі «Cantieri del Mediterraneo» у Неаполі. Спущений на воду 26 липня 1931 року, вступив у стрій 13 серпня 1932 року.

## Історія служби

### Довоєнна служба
Після вступу у стрій «Лампо», разом з однотипними «Фольгоре», «Фульміне» і «Балено» був включений до складу VIII ескадри есмінців.
У 1937-1938 роках «Лампо» брав участь в громадянській війні в Іспанії.
23 листопада 1938 року під час маневрів «Лампо» зіткнувся з важким крейсером «Пола», втративши при цьому носову частину та пошкодивши борт. Ремонтні роботи тривали до 22 травня 1939 року.

### Друга світова війна

#### 1940 рік
7 липня 1940 року «Лампо» був у складі ескадри, що супроводжувала конвой транспортів у Лівію. 9 липня на зворотному шляху італійська ескадра зустрілась з британським флотом, внаслідок чого відбувся бій біля Калабрії.

#### 1941 рік
На початку 1941 року есмінець пройшов модернізацію, під час якої старі зенітні автомати були замінені на нові 20-мм. Надалі корабель в основному залучався до супроводу конвоїв у Північну Африку.
5 березня 1941 року «Лампо» разом з «Фольгоре», «Антоніо да Нолі», «Уголіно Вівальді» та «Ланцеротто Малочелло» супроводжував німецькі транспорти «Анкара», «Рейхенфельс», «Марбург» і «Кібфельс» з Неаполя в Лівію. На зворотному шляху 12  березня разом з «Фульміне» супроводжував в Італію транспорти «Арктурус» і «Вахтфельс».
27 березня «Лампо» супроводжував конвой транспортів «Гераклея» та «Рур», який був атакований британським підводним човном «Атмост». Транспорт «Гераклея» був потоплений, а «Рур» хоч і був пошкоджений торпедою, проте залишився на плаву.
13 квітня 1941 року з Неаполя вийшов черговий конвой німецьких транспортів «Адана», «Арта», «Аегіна», «Ізерон» та італійського транспорту «Сабаудія» під охороною есмінців «Лука Таріго», «Балено» та «Лампо». Командував конвоєм капітан 2-го рангу П'єтро де Крістофаро.
15 квітня британська авіаційна розвідка помітила конвой, і 4 есмінці вийшли з Мальти на його перехоплення. Британська ескадра не була помічена італійською та німецькою авіацією.
16 квітня о 1:59 британці помітили конвой біля острову Керкенна. Британська атака була раптовою. Італійці були атаковані одночасно з моря та повітря. На малих дистанціях кораблі стріляли практично в упор. Були потоплені 3 транспорти та есмінець «Лука Таріго», який, проте, зміг торпедувати британський есмінець «Могаук», який згодом був добитий британськими кораблями.
На «Балено» першим же залпом були вбиті капітан та всі офіцери. Корабель почав тонути, і ті, хто вцілів, направили його на мілину. Корабель протримався на мілині 2 дні, після чого зненацька перекинувся та затонув.
«Лампо», який був на протилежному фланзі, замість того, щоб спробувати урятуватись, сміливо вирушив назустріч ворогу, стріляючи з усіх гармат. Він встиг випустити торпеди, але через отримані пошкодження почав тонути. Екіпаж посадив есмінець на мілину. З 205 членів екіпажу вижити вдалось лише 64
Через 4 місяці робіт італійцям вдалось підняти та тимчасово відремонтувати «Лампо». У серпні есмінець відбуксирували в Італію, де його відремонтували остаточно. Ремонтні роботи тривали з 21 вересня 1941 року до 18 травня 1942 року. Під час ремонту на есмінці була встановлена додаткова здвоєна 20-мм зенітна установка.

#### 1942 рік
У вересні 1942 року «Лампо» супроводжував три конвої: перший в Тобрук, супроводжуючи судна «Анкара» і «Сестрієра»; другий в Суду на Криті, супроводжуючи танкер «Прозерпіна»; третій, супроводжуючи судна «Уніоне» і «Франческа Барбаро» в Бенгазі. Цей конвой був атакований британським підводним човном «Амбра». «Франческа Барбаро» був торпедований, і незважаючи на спроби буксирування, затонув поблизу Пілоса.
12 жовтня «Лампо» разом з міноносцем «Партенопе» та теплоходом «Фосколо» вирушили з Корфу. У морі вони з 'єднались з судном «Д'Анунціо», яке супроводжували есмінці «Фольгоре», «Ніколозо да Рекко» та міноносці «Ардіто» і «Кліо». Незважаючи на атаки ворожої авіації, конвой успішно добрався до пункту призначення. На зворотному шляху «Лампо» супроводжував судна «Сестрієра» і «Рур» в Італію.
28-29 листопада «Лампо» і «Ніколозо да Рекко» супроводжували з Таранто в Палермо пароплав «Анна Марія Гуальді» і танкер «Джорджо». Через поломку машини «Гуальді» повернувся назад, а конвой благополучно досягнув пункту призначення, незважаючи на атаку британських торпедоносців.
Вранці 1 грудня «Лампо» та міноносець «Клімене» вирушили з Палермо в Туніс, супроводжуючи танкер «Джорджо». Конвой був атакований британськими літаками, танкер загорівся. Але пожежу вдалось загасити і відбуксирувати танкер назад в Палермо.
Наступного дня есмінці «Лампо», «Антоніо да Нолі», «Антоніо Пігафетта» і міноносець «Партенопе» взяли участь у рятувальній операції, рятуючи моряків кораблів, потоплених під час бою біля Скеркі-Бенк.
28 грудня «Лампо» супроводжував німецький теплохід «Гран», який був потоплений підводним човном «Урсула». Вдалось врятувати 18 з 40 членів екіпажу теплохода.

#### 1943 рік
17 лютого 1943 року «Лампо» супроводжував транспорт «Коль де Лана», який перевозив т Туніса в Палермо військовополонених. Вночі транспорт був атакований британськими торпедоносцями, і внаслідок влучання торпеди затонув. «Лампо» почав рятувальну операцію, але під постійними повітряними атаками змушений був відійти в Палермо. Наступного дня госпітальне судно «Капрі» змогло підібрати небагатьох вцілілих.
22 лютого «Лампо» та 2 міноносці провели рятувальну операцію біля Скеркі-Банки на місці загибелі пароплава «Герд».
19 березня, під час супроводу судна «Фоскаріні» з Трапані в Бізерту в силовій установці есмінця сталась серйозна аварія. Він повністю втратив хіж і був відбуксирований в Неаполь міноносцем «Кассіопея».

#### Загибель
30 квітня 1943 року «Лампо» вирушив у свій останній похід. Об 11 ранку разом з есмінцем «Леоне Панкальдо» і транспортом «Гермес» конвой вирушив з Трапані в Туніс. На борту «Лампо» розмістили 52 тонни боєприпасів. 
Незабаром після виходу в море розпочались нальоти авіації союзників. Через півгодини під час нальоту 30-ти американських бомбардувальників «Леоне Панкальдо» отримав пряме влучення бомби великого калібру і незабаром затонув. «Лампо» і «Гермес» теж постражлали від близьких розривів бомб. «Гермесу» зрештою вдалось досягнути Тунісу, де він був потоплений при залишенні порту.
«Лампо», який відстав від «Гермеса», о 17:00 був атакований британськими винищувачами-бомбардувальниками і отримав серйозні пошкодження. О 17:35, бачучи безнадійне становище, командир корабля, капітан III рангу Лоріс Альбанезе наказав покинути корабель. Але атаки ворожої авіації продовжувались і після 18:00. О 19:12 корабель ліг на правий борт і затонув за 6 миль від мису Рас Мустафа. З 213 членів екіпажу загинуло близько 60.
Загалом під час війни «Лампо» здійснив 137 місій (3 у складі флоту, 10 протичовнових операцій, 62 супроводи конвоїв, 10 навчальних, 52 переходи та інші місії), пройшовши 36 651 милю.